# Krvni serum
Krvni serum ali skrajšano serum je tekoča frakcija krvi, ki so ji odstranjene krvne celice (rdeče krvničke, bele krvničke, krvne ploščice) in faktorji strjevanja krvi (fibrinogen), torej krvna plazma brez beljakovine fibrinogen.  
Krvni serum se uporablja za različne analize. 
Osmolarnost krvnega seruma je pri človeku 281-297 mosmol/l.

## Sestava seruma
- 90 % vode
- 7 % beljakovin:
  - albumini
  - globulini
- 2 % elektrolitov, hranil in hormonov